# Laville-aux-Bois
Laville-aux-Bois é uma comuna francesa na região administrativa de Grande Leste, no departamento de Haute-Marne. Estende-se por uma área de 13,44 km². Em 2010 a comuna tinha 220 habitantes (densidade: 16,4 hab./km²).